# Die Demokraten

Parteilogo

Die Demokraten war eine Kleinpartei in Österreich. Sie wurde 1991 durch den 1986 aus der FPÖ ausgetretenen ehemaligen Staatssekretär Mario Ferrari-Brunnenfeld als FDP Österreich gegründet. Von 1996 bis 2000 lenkte Ewald König, vormals stellvertretender Bundesobmann des Rings Freiheitlicher Jugend, die Geschicke der Partei. 1999 sollte es eine gemeinsame Kandidatur zur Nationalratswahl mit der Partei Die Unabhängigen von Richard Lugner geben, die aber aufgrund von politischen Unstimmigkeiten nicht zustande kam. Ins Blickfeld der Öffentlichkeit gelangte die Partei 2002, als der damalige Parteichef Rudolf Fußi ein Volksbegehren gegen die Beschaffung neuer Abfangjäger ins Leben rief, das von rund 600.000 Menschen unterschrieben wurde. In Wahlen konnte dieser Erfolg allerdings nicht umgesetzt werden; bei den Nationalratswahl in Österreich 2002 erreichten sie lediglich 0,05 % der Stimmen. Fußi schloss sich später der SPÖ an. Die Demokraten sind seit 2002 nicht mehr aktiv.